# Pompeo (nome)
Pompeo  è un nome proprio di persona italiano maschile.

## Varianti
- Maschili: Pompeio[1]
- Femminili: Pompea[1], Pompeia

### Varianti in altre lingue
- Basco: Ponbei[3], Ponpeio
- Catalano: Pompeu[3]
- Croato: Pompej
- Francese: Pompée
- Inglese: Pompey[2]
- Latino: Pompeius[1][2][3]
  - Femminili: Pompeia[1]
- Lettone: Pompejs
- Lituano: Pompėjus
- Polacco: Pompejusz
- Portoghese: Pompeu
- Russo: Помпей (Pompej)
- Spagnolo: Pompeyo[3]

## Origine e diffusione
Deriva dal gentilizio romano Pompeius, di origine non del tutto certa; potrebbe essere basato sul termine osco pompe, "cinque" (avendo quindi il significato di "quinto nato"), ma vengono ipotizzate anche origini latine e greche. Da Pompeius sono derivati i nomi Pompilio e Pomponio.

## Onomastico
Svariati santi hanno portato questo nome; l'onomastico si può festeggiare quindi in una qualsiasi delle date seguenti:
- 10 aprile, san Pompeo, martire a Cartagine con altri compagni sotto Decio[4][5][6][7][8]
- 2 giugno, sante Pompeia e Pompeia, martiri a Lione[9]
- 7 luglio, san Pompeo, martire con altri compagni a Durazzo sotto Traiano[4][8]
- 26 luglio, santa Pompea, vedova in Bretagna[5]
- 14 dicembre, san Pompeo, vescovo di Pavia[4][5][8][10]

## Persone

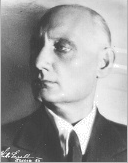
Pompeo Aloisi

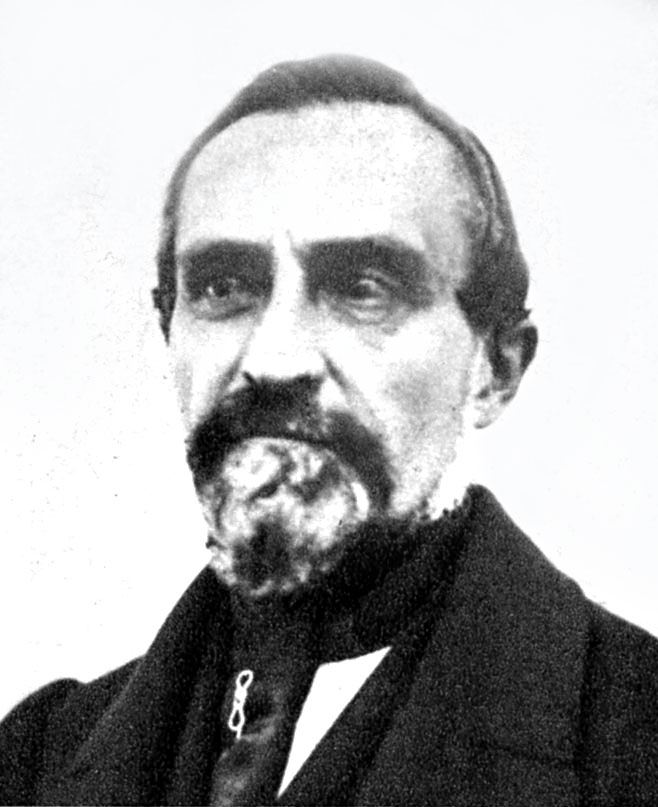
Pompeo di Campello

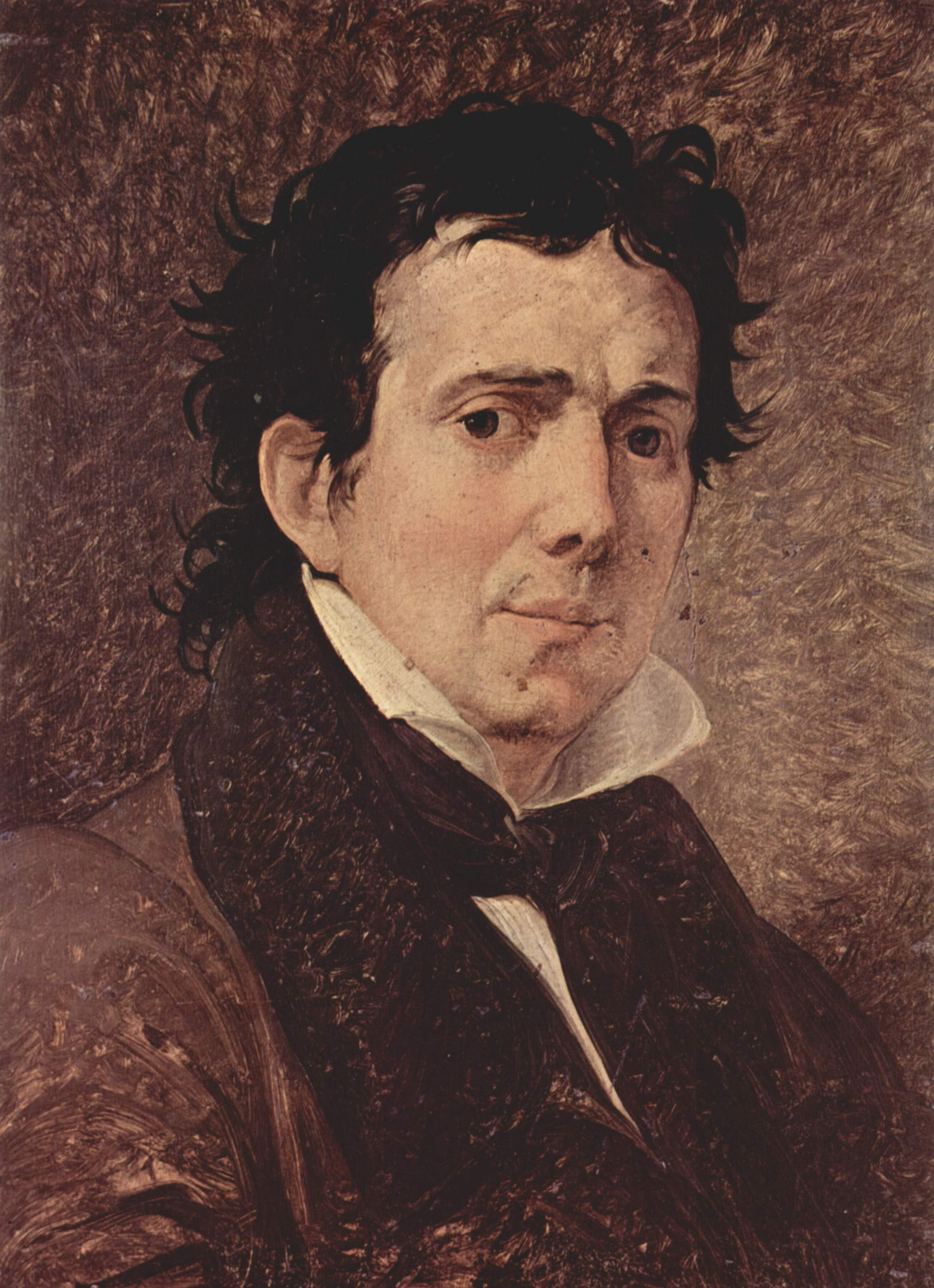
Pompeo Marchesi

- Pompeo Aldrovandi, cardinale italiano
- Pompeo Aloisi, ammiraglio, agente segreto e diplomatico italiano
- Pompeo Batoni, pittore italiano
- Pompeo Caimo, medico italiano
- Pompeo di Campello, politico italiano
- Pompeo della Cesa, armoraro italiano
- Pompeo Cesura, pittore e incisore italiano
- Pompeo Colajanni, partigiano e politico italiano
- Pompeo Coppini, scultore italiano naturalizzato statunitense
- Pompeo D'Ambrosio, imprenditore italiano
- Pompeo Ghezzi, arcivescovo cattolico italiano
- Pompeo Giustiniani, condottiero italiano
- Pompeo Leoni, scultore e medaglista italiano
- Pompeo Litta Biumi, storico, militare e politico italiano
- Pompeo Marchesi, scultore italiano
- Pompeo Mariani, pittore italiano
- Pompeo Neri, giurista e politico italiano
- Pompeo Sarnelli, vescovo cattolico italiano

### Antichi romani
- Gneo Pompeo Strabone, senatore romano e padre del triumviro
- Gneo Pompeo Magno, triumviro e generale romano
- Gneo Pompeo il Giovane, generale romano e figlio del triumviro
- Sesto Pompeo, generale romano e figlio del triumviro
- Flavio Pompeo, console romano
- Pompeo Trogo, scrittore romano

### Varianti maschili
- Pompeio Appio Faustino, politico romano
- Ronaldo Pompeu da Silva, calciatore brasiliano
- Pompeu Fabra, grammatico catalano

### Varianti femminili
- Pompea Plotina, moglie di Traiano
- Pompea Silla, seconda moglie di Gaio Giulio Cesare
- Pompea Magna, figlia di Pompeo Magno
- Pompea Paolina, moglie di Seneca